# Danny Arnold
Danny Arnold, nato Arnold Rothmann (New York, 23 gennaio 1925 – Los Angeles, 19 agosto 1995), è stato uno sceneggiatore, regista, produttore televisivo e attore statunitense.

## Filmografia parziale

### Sceneggiatore
- Orizzonte di fuoco (1955)
- La figlia dello sceicco (1955)
- Caccia ai falsari (1956)
- Il ribelle torna in città (1956)
- La signora prende il volo (1958)
- The Tennessee Ernie Ford Show (1958-1960) - TV
- Un equipaggio tutto matto (1962-1963) - 2 episodi
- Vita da strega (1964) - 3 episodi
- The Wackiest Ship in the Army (1965-1966)
- Operation Razzle-Dazzle (1966) - Film TV
- Quella strana ragazza (1967-1969) - 4 episodi
- Il fantastico mondo di Mr. Monroe (1969-1970) - serie TV
- Oggi sposi: sentite condoglianze (1972)
- Ann in Blue (1974) - Film TV
- A.E.S. Hudson Street (1977-1978) - serie TV
- Fish (1977-1978) - ideatore; serie TV
- Barney Miller (1975-1982) - serie TV
- Joe Bash (1986) - serie TV
- Stat (1991) - serie TV

### Regista televisivo
- Operation Razzle-Dazzle (1966) - Film TV
- Quella strana ragazza (1967-1969) - 6 episodi
- Il fantastico mondo di Mr. Monroe (1969-1970) - 3 episodi
- Barney Miller (1975-1982) - 13 episodi
- Joe Bash (1986) - 5 episodi
- Stat (1991) - 4 episodi

### Produttore cinematografico
- Oggi sposi: sentite condoglianze (1972)

### Produttore televisivo
- The Real McCoys (1961-1962) - 39 episodi
- Vita da strega (1964-1965) - 18 episodi
- Quella strana ragazza (1967-1969) - 56 episodi
- Il fantastico mondo di Mr. Monroe (1969-1970) - 26 episodi
- Allan (1971) - Film TV
- Fish (1977) - 13 episodi; produttore esecutivo
- A.E.S. Hudson Street (1977-1978) - 6 episodi; produttore esecutivo
- Barney Miller (1974-1982) - 18 episodi; 152 episodi da produttore esecutivo
- Stat (1991)

### Attore
Cinema
- Normandia (Breakthrough), regia di Lewis Seiler (1950)
- Il caporale Sam (Jumping Jacks), regia di Norman Taurog (1952)
- Morti di paura (Scared Stiff), regia di George Marshall (1953) - non accreditato
- 3 sul divano (Three on a Couch), regia di Jerry Lewis (1966) - non accreditato
- The Christian Licorice Store, regia di James Frawley (1971)
- Oggi sposi: sentite condoglianze (The War Between Men and Women), regia di Melville Shavelson (1972) - non accreditato

Televisione
- The Colgate Comedy Hour (1952)
- Il fantastico mondo di Mr. Monroe (1969) - non accreditato